# Осада Тённинга (1700)
Осада Тённинга (1700)  (швед. Belägringen av Tönning (1700)) — осада шлезвигской крепости в 1700 году, в самом начале Северной войны.

## Предыстория
К 1700 году против Швеции была сформирована мощная коалиция состоящая из России, Польши, Саксонии и Дании. Карлу XII было на тот момент 17 лет. Считая что он ещё слишком молод для управления страной, и ведения войны, коалиция начала Северную войну. Первой начала боевые действия Саксония, 7-тысячная армия Августа II сходу взяла крепость Динамюнде и осадила Ригу. В марте датский король Фредерик IV во главе 16-тысячной армии вторгся в Шлезвиг, взял крепость Хузум и осадил Тённинг.

## Осада
Осада началась 22 марта. 14-тысячная датская армия окружила крепость. Начался артиллерийский обстрел крепости приведший к серьёзным разрушениям.
Но неожиданно Карла XII поддержала Англия и Голландия. Армия Карла XII при поддержке англо-голландской эскадры высадилась в Зеландии. Он пригрозил полностью разрушить Копенгаген, если датчане откажутся подписать мир на его условиях.
Фредерик IV был вынужден согласиться, и 18 августа был подписан Травендальского мирный договор обязывавший Данию выйти из антишведской коалиции, признать независимость Гольштейна и выплатить Швеции военные издержки. В результате этого Карлу XII удалось на 9 лет вывести Данию из войны. В Гольштейне, для защиты от последующих возможных вторжений был расположен шведский гарнизон.